# حصار (خوی)
حصار، روستایی است از توابع بخش مرکزی شهرستان خوی استان آذربایجان غربی ایران.

## جمعیت
این روستا در دهستان فیرورق قرار داشته و بر اساس سرشماری سال ۱۳۸۵ جمعیت آن ۳۶۲ نفر (۶۴ خانوار)
بوده‌است.